# .ml
.ml — в Інтернеті, національний домен верхнього рівня (ccTLD) для Малі.

## Домени 2-го та 3-го рівнів
В цьому національному домені нараховується близько 242,000 вебсторінок (станом на січень 2007 року).
У наш час використовуються та приймають реєстрації доменів 3-го рівня такі доменні суфікси (відповідно, існують такі домени 2-го рівня):
| Суфікс  | Регламентовані користувачі                                            |
| .com.ml | Комерційні установи, корпорації                                       |
| .edu.ml | Наукові та дослідницькі установи, коледжі, університети або інститути |
| .gov.ml | Державні та урядові установи                                          |
| .net.ml | Провайдери, організації, пов'язані з мережами                         |
| .org.ml | Неприбуткові, неурядові організації                                   |